# Jaunay-Clan
Jaunay-Clan is een plaats en voormalige gemeente in het Franse departement Vienne (regio Nouvelle-Aquitaine) en telt 5636 inwoners (1999). De plaats maakt deel uit van het arrondissement Poitiers. Jaunay-Clan is op 1 januari 2017 gefuseerd met de gemeente Marigny-Brizay tot de gemeente Jaunay-Marigny. 
De romaanse kerk Saint-Denis werd gebouwd in de 11e eeuw, en zou bovenop de ruïnes van een heidense tempel zijn gebouwd. Het schip en de bovenkant van de toren werden gebouwd in de 12e eeuw. Verder waren er nog bouwfasen in de 13e en de 15e eeuw.

## Geografie
De oppervlakte van Jaunay-Clan bedraagt 27,5 km², de bevolkingsdichtheid is 204,9 inwoners per km².

## Verkeer en vervoer
Bij de plaats ligt spoorwegstation Jaunay-Clan.
De onderstaande kaart toont de ligging van Jaunay-Clan met de belangrijkste infrastructuur en aangrenzende gemeenten.

## Demografie
Onderstaande figuur toont het verloop van het inwonertal (bron: INSEE-tellingen).